# Běh na lyžích na Zimních olympijských hrách 2018 – sprint dvojic ženy
Sprint dvojic žen, běžecká disciplína z programu Zimních olympijských her 2018 se konal 21. února 2018 v Běžeckém centru Alpensia v Pchjongčchangu.
Vítězem se stala americká dvojice Kikkan Randallová, Jessica Digginsová. Stříbrné skončily Švédky Charlotte Kallaová a  Stina Nilssonová, bronz braly Norky ve složení Marit Bjørgenová, Maiken Caspersenová Fallaová. České dvojici Kateřina Beroušková, Petra Nováková těsně unikl postup do desetičlenného finále.

## Program
Časy jsou uvedeny v jihokorejském čase (UTC+9).
| Datum          | Čas   | Fáze závodu     |
| -------------- | ----- | --------------- |
| 21. února 2018 | 17:00 | Vyřazovací fáze |

## Výsledky
Q — postoupili do další fáze
LL — šťastné poražené
FF — fotofiniš

### Semifinále
Semifinále 1
| Pořadí | Číslo | Země        | Závodnice                                     | Čas      | Ztráta   | Poznámka |
| ------ | ----- | ----------- | --------------------------------------------- | -------- | -------- | -------- |
| 1      | 1     | Norsko      | Marit Bjørgenová Maiken Caspersenová Fallaová | 16:33.28 | –        | Q        |
| 2      | 3     | Švýcarsko   | Nadine Fähndrichová Laurien van der Graaffová | 16:39.83 | +6.55    | Q        |
| 3      | 5     | Slovinsko   | Alenka Čebašeková Anamarija Lampičová         | 16:39.92 | +6.64    | LL       |
| 4      | 2     | Německo     | Nicole Fesselová Sandra Ringwaldová           | 16:51.67 | +18.39   | LL       |
| 5      | 6     | Česko       | Kateřina Beroušková Petra Nováková            | 16:53.06 | +19.78   |          |
| 6      | 9     | Austrálie   | Jessica Yeatonová Barbara Jezeršeková         | 17:20.38 | +47.10   |          |
| 7      | 4     | Rakousko    | Lisa Unterwegerová Teresa Stadloberová        | 17:25.98 | +52.70   |          |
| 8      | 8     | Bělorusko   | Julia Tichonovová Polina Seronosovová         | 17:33.63 | +1:00.35 |          |
| 9      | 11    | Slovensko   | Alena Procházková Barbora Klementová          | 17:52.14 | +1:18.86 |          |
| 10     | 7     | Kazachstán  | Anna Ševčenková Valerija Ťuleněvová           | 17:57.04 | +1:23.76 |          |
| 11     | 10    | Jižní Korea | Lee Chae-won Ju Hye-ri                        | 19:19.17 | +2:45.89 |          |

Semifinále 2
| Pořadí | Číslo | Země                         | Závodnice                                | Čas      | Ztráta   | Poznámka |
| ------ | ----- | ---------------------------- | ---------------------------------------- | -------- | -------- | -------- |
| 1      | 14    | Spojené státy americké       | Kikkan Randallová Jessica Digginsová     | 16:22.56 | –        | Q        |
| 2      | 12    | Švédsko                      | Charlotte Kallaová Stina Nilssonová      | 16:23.28 | +0.72    | Q        |
| 3      | 15    | Olympijští sportovci z Ruska | Natalja Něprjajevová Julija Bělorukovová | 16:24.63 | +2.07    | LL       |
| 4      | 13    | Finsko                       | Mari Laukkanenová Krista Pärmäkoskiová   | 16:31.54 | +8.98    | LL       |
| 5      | 18    | Polsko                       | Justyna Kowalczyková Sylwia Jaśkowiecová | 16:35.19 | +12.63   | LL       |
| 6      | 17    | Francie                      | Aurore Jéanová Coraline Hugue            | 16:40.40 | +17.84   | LL       |
| 7      | 21    | Kanada                       | Emily Nishikawa Dahria Beatty            | 17:01.54 | +38.98   |          |
| 8      | 16    | Itálie                       | Elisa Brocardová Gaia Vuerichová         | 17:13.04 | +50.48   |          |
| 9      | 20    | Čína                         | Chi Chunxue Li Xin                       | 17:35.94 | +1:13.38 |          |
| 10     | 19    | Ukrajina                     | Tetjana Antypenková Maryna Anciborová    | 17:44.04 | +1:21.48 |          |

### Finále
| Pořadí           | Číslo | Země                         | Závodnice                                     | Čas      | Ztráta   |
| ---------------- | ----- | ---------------------------- | --------------------------------------------- | -------- | -------- |
| Zlatá medaile    | 14    | Spojené státy americké       | Kikkan Randallová Jessica Digginsová          | 15:56.47 | —        |
| Stříbrná medaile | 12    | Švédsko                      | Charlotte Kallaová Stina Nilssonová           | 15:56.66 | +0.19    |
| Bronzová medaile | 1     | Norsko                       | Marit Bjørgenová Maiken Caspersenová Fallaová | 15:59.44 | +2.97    |
| 4                | 3     | Švýcarsko                    | Nadine Fähndrichová Laurien van der Graaffová | 16:17.79 | +21.32   |
| 5                | 13    | Finsko                       | Mari Laukkanenová Krista Pärmäkoskiová        | 16:19.18 | +22.71   |
| 6                | 5     | Slovinsko                    | Alenka Čebašeková Anamarija Lampičová         | 16:28.24 | +31.77   |
| 7                | 18    | Polsko                       | Justyna Kowalczyková Sylwia Jaśkowiecová      | 16:32.48 | +36.01   |
| 8                | 17    | Francie                      | Aurore Jéanová Coraline Hugue                 | 16:32.49 | +36.02   |
| 9                | 15    | Olympijští sportovci z Ruska | Natalja Něprjajevová Julija Bělorukovová      | 16:41.76 | +45.29   |
| 10               | 2     | Německo                      | Nicole Fesselová Sandra Ringwaldová           | 17:06.57 | +1:10.10 |